# リボソーム生合成
リボソーム生合成とは、細胞内でリボソームが生合成されることおよびそのプロセスを言う。200種類以上のタンパク質がそのプロセスに関り、転写されたリボソームRNAのプロセッシングおよびリボソームタンパク質のアセンブリー(結合)が行われることでリボソームが生合成される 。リボソームRNAへのリボソームタンパク質の結合順序はアセンブリーマップと呼ばれ、野村眞康らにより大腸菌の30Sサブユニットのアセンブリーマップが最初に示された。

## 関連用語
- リボソーム
- rDNA